# 日本の印象
| 専門評論家によるレビュー             | 専門評論家によるレビュー |
| レビュー・スコア                     | レビュー・スコア         |
| 出典                                 | 評価                     |
| ------------------------------------ | ------------------------ |
| Allmusic                             | [ 2 ]                    |
| The Penguin Guide to Jazz Recordings | [ 3 ]                    |

『日本の印象』（にほんのいんしょう、Jazz Impressions of Japan）は、デイヴ・ブルーベック・カルテットの1964年のアルバム。このアルバムは、1曲を除いて1964年6月16日から17日にかけて、CBS30丁目スタジオで収録されたが、「禅・イズ・ホエン (Zen Is When)」は、1960年1月30日に収録されたものである。発売日は、1964年8月10日であった。リマスター盤CDのカバー裏面によれば、このアルバムは2001年にCDで再発されるまで、長く廃盤状態が続いていたが、その後は、2008年、2009年にも再発されている。
アルバムのブックレットで、ブルーベックは、カルテットの日本への旅について語っており、アルバムに収録された各曲について、例えば、この曲は何にインスパイアされたのか、などについて、感動的で興味深い情報を提供している。実際、このアルバムは、一種の旅日記になっている。ブルーベック自身は、この企画について次のように述べている。「このアルバムの楽曲は、1964年春のカルテットの日本ツアーから受けた個人的な印象である。短い訪問期間しか持たない者は、新奇なものすべてを吸収し、理解することなど望むべくもない。風景も音も、新鮮な異国情緒をもって、新しい気づきの感覚を呼び起こさせる。私たちが用意した音楽は、そうした、ささやかながら長く続く印象を伝えようと試みたものであり、それは詩人が、自身が経験した場面を、読者が感覚することを期待するのと同様なのである。詩とは、感覚を示唆するものである。」
「琴ソング (Koto Song)」は、このアルバムの収録曲の中で唯一、ブルーベックの定番曲となり、後年にも様々な機会に繰り返し録音された。

## トラックリスト
特記のない限り、全曲ともデイヴ・ブルーベック作曲。
1. トーキョー・トラフィック　/ Tokyo Traffic  - 5:52
2. ライジング・サン / Rising Sun　- 4:42
3. トキのテーマ / Toki's Theme (From the CBS-TV series Mr. Broadway) - 2:10
4. フジヤマ / Fujiyama - 5:05
5. 禅・イズ・ホエン / Zen Is When (Bud Freeman, Leon Pober) 2:53
6. 街が泣いている / The City Is Crying - 6:02
7. 大阪ブルース / Osaka Blues - 5:10
8. 琴ソング / Koto Song - 3:02

## パーソネル
- デイヴ・ブルーベック - piano
- ポール・デスモンド - saxophone
- ユージーン・ライト（英語版） - bass
- ジョー・モレロ（英語版） - drums